# Zlatý slavík
Zlatý slavík byla anketa popularity československých zpěváků, zpěvaček a skupin organizovaná v letech 1962–1991 časopisem Mladý svět. Anketu vymyslel redaktor Mladého světa Ladislav Smoljak, který ji nazval podle dětské hračky. Od roku 1969 do pádu komunismu v roce 1989 byly jeho výsledky z politických důvodů falšovány. V roce 1996 na Zlatého slavíka navázala anketa Český slavík.

## Výsledky v jednotlivých ročnících
V průběhu let se měnily hodnocené kategorie. V letech 1962, 1963 a 1970 existovala společná kategorie zpěváků a zpěvaček. Kategorie píseň byla vyhlašována do roku 1968, kdy na druhém místě skončila „Modlitba pro Martu“. Během 30 let ceny obdrželo 6 zpěváků, 7 zpěvaček, 8 kapel a 7 písní. Nejvíce jich získal Karel Gott (22), Hana Zagorová (9), Naďa Urbánková (5), Marta Kubišová (4, viz níže) a skupina Elán (4).
V roce 1970 nejvíce hlasů v kategorii zpěvaček patřilo Martě Kubišové, která tak měla s velkou převahou nad ostatními zpěvačkami získat svého čtvrtého Zlatého slavíka (udílen 1971). Protože Kubišová byla pro československý komunistický režim nežádoucí osobou a od února 1970 měla zákaz veřejného vystupování, museli redaktoři Mladého světa na příkaz Eduarda Švacha z cenzurního Českého úřadu pro tisk a informace změnit výsledky tak, aby nevyhrála. Proto byla pro rok 1970 vyhlášena pouze společná kategorie zpěváků a zpěvaček, kterou bezpečně ovládl Karel Gott. Část hlasů pro Kubišovou musela být také zničena, naopak nové hlasy byly připsány Evě Pilarové. Kubišová se tak ve společné kategorii oficiálně umístila na sedmém místě (po Pilarové byla druhou mezi ženami), takže v oficiálních výsledcích tohoto ročníku bylo vyhlášeno pouze prvních šest míst. Zlatého slavíka za rok 1970 obdržela Kubišová dodatečně v roce 1990 na svém koncertu v Lucerně od Luboše Beniaka, tehdejšího šéfredaktora Mladého světa.
| Rok  | Zpěvák           | Zpěvačka                   | Skupina                   | Píseň                             | Moderátor              |
| ---- | ---------------- | -------------------------- | ------------------------- | --------------------------------- | ---------------------- |
| 1962 | Waldemar Matuška | (neuděleno)                | –                         | Láska nebeská (Šlitr/Suchý)       | –                      |
| 1963 | Karel Gott       | (neuděleno)                | –                         | Oči sněhem zaváté (Šlitr/Suchý)   | Vladimír Dvořák        |
| 1964 | Karel Gott       | Eva Pilarová               | –                         | Schody do nebe (Kopecký/Faktor)   | –                      |
| 1965 | Karel Gott       | Helena Vondráčková         | –                         | Cesta rájem (Glen, Morris/Štaidl) | –                      |
| 1966 | Karel Gott       | Marta Kubišová             | –                         | C'est la vie (Klempíř/Štaidl)     | Darek Vostřel          |
| 1967 | Waldemar Matuška | Eva Pilarová               | –                         | Náhrobní kámen (Novák/Plicka)     | –                      |
| 1968 | Karel Gott       | Marta Kubišová             | –                         | Lady Carneval (Svoboda/Štaidl)    | Vladimír Dvořák        |
| 1969 | Karel Gott       | Marta Kubišová             | –                         | –                                 | –                      |
| 1970 | Karel Gott       | Karel Gott                 | –                         | –                                 | Eduard Hrubeš          |
| 1970 | Karel Gott       | Marta Kubišová (dodatečně) | –                         | –                                 | Eduard Hrubeš          |
| 1971 | Karel Gott       | Eva Pilarová               | –                         | –                                 | Eduard Hrubeš          |
| 1972 | Karel Gott       | Naďa Urbánková             | –                         | –                                 | Miloslav Šimek         |
| 1973 | Karel Gott       | Naďa Urbánková             | –                         | –                                 | Miloslav Šimek         |
| 1974 | Karel Gott       | Naďa Urbánková             | –                         | –                                 | –                      |
| 1975 | Karel Gott       | Naďa Urbánková             | –                         | –                                 | –                      |
| 1976 | Karel Gott       | Naďa Urbánková             | –                         | –                                 | –                      |
| 1977 | Karel Gott       | Hana Zagorová              | Skupina Ladislava Štaidla | –                                 | –                      |
| 1978 | Karel Gott       | Hana Zagorová              | Skupina Ladislava Štaidla | –                                 | –                      |
| 1979 | Karel Gott       | Hana Zagorová              | Katapult                  | –                                 | Jan Vala               |
| 1980 | Karel Gott       | Hana Zagorová              | Katapult                  | –                                 | –                      |
| 1981 | Karel Gott       | Hana Zagorová              | Olympic                   | –                                 | Tomáš Sláma            |
| 1982 | Miroslav Žbirka  | Hana Zagorová              | Olympic                   | –                                 | Tomáš Sláma            |
| 1983 | Karel Gott       | Hana Zagorová              | Olympic                   | –                                 | Jan Vala               |
| 1984 | Karel Gott       | Hana Zagorová              | Elán                      | –                                 | –                      |
| 1985 | Peter Nagy       | Hana Zagorová              | Elán                      | –                                 | –                      |
| 1986 | Dalibor Janda    | Iveta Bartošová            | Elán                      | –                                 | –                      |
| 1987 | Dalibor Janda    | Petra Janů                 | Elán                      | –                                 | –                      |
| 1988 | Dalibor Janda    | Petra Janů                 | Citron                    | –                                 | –                      |
| 1989 | Karel Gott       | Petra Janů                 | Team                      | –                                 | Jan Vala, Roman Lipčík |
| 1990 | Karel Gott       | Iveta Bartošová            | Team                      | –                                 | Jan Vala               |
| 1991 | Pavol Habera     | Iveta Bartošová            | Team                      | –                                 | –                      |